# Cantharellus conspicuus
Cantharellus conspicuus é uma espécie de fungo pertencente à família Cantharellaceae.